# Etica infermieristica
L'etica infermieristica è un aspetto fondamentale della professione, come delineato dal codice deontologico e dal profilo professionale.

## I principi dell'etica infermieristica
L’Infermiere agisce secondo i principi etici di autonomia, beneficenza giustizia e non maleficenza; il professionista infermiere non si sostituisce mai al paziente nelle decisioni, ma ne favorisce il processo decisionale autonomo.

## Stati Uniti
Il codice etico per gli infermieri (Code of Ethics for Nurses) è un documento fondamentale e imprescindibile per gli infermieri professionali, emanato dall'American Nurses Association (ANA), per chiarire gli obiettivi, i valori e i doveri della professione infermieristica.